# Mago-Nationalpark
Der Mago-Nationalpark liegt 770 Kilometer südwestlich von Addis Abeba in der Gegend Gam Gofa in Äthiopien. Er wurde 1971 gegründet und dient dem Schutz von Großsäugetieren wie Giraffen, Büffeln und Elefanten. Seine Größe beträgt 2162 km², er liegt auf 450 bis 2528 Meter Höhe, der höchste Punkt ist Mount Mago. Er wird vom gleichnamigen Fluss Mago durchflossen.
Der Park ist durch eine Savannenlandschaft geprägt. Im Mago-Nationalpark lebt das Volk der Mursi.

## Mursi
Die Mursi sind eine ethnische Gruppe, die im Süden Äthiopiens, genauer im Mago-Nationalpark, lebt. Dem Volksstamm werden weniger als 4000 Menschen zugeordnet, die vorwiegend von Viehzucht und Ackerbau leben. Zunehmend bessern sich die Mursi ihr Einkommen dadurch auf, dass sie als „Fotoobjekte“ für Touristen fungieren.
Charakteristisch für diesen Volksstamm ist der auffällige Unterlippen-Schmuck der Frauen, der aus einem großen Tonteller (bis zu 15 cm Durchmesser) besteht. Als Schönheitsmerkmale gelten ferner ein bemalter Körper sowie selbst zugefügte Schmucknarben.
Der Volksstamm bedient sich der gleichnamigen Sprache Mursi.